# Kars (provincie)
Kars (Koerdisch: Qers); Armeens: ղարս, Ghars) is een provincie in Turkije. De provincie is 9442 km² groot en heeft 312.205 inwoners (2007). De hoofdstad is het gelijknamige Kars. Door massale emigratie daalt de bevolking van Kars in een snel tempo. In 2016 woonden er 289.786 mensen, waarvan 133.528 (46%) in een van de negen steden in de provincie en 156.258 op het platteland (in een van de 380 dorpen). Het district Kars heeft de grootste stedelijke bevolking in de provincie: van de 113.559 inwoners wonen er 82.975 in steden (73% van de bevolking in dat district leeft in de stad Kars. De overige zeven districten zijn erg ruraal, vooral de districten Arpaçay (84% ruraal) en Akyaka (83% ruraal).

## Geschiedenis
De Ottomaanse provincies Kars en Batoemi werden na de Russisch-Turkse Oorlog in 1878 door Rusland geannexeerd. Na de Kaukasusveldtocht en de ineenstorting van het Russische leger aan het einde van de Eerste Wereldoorlog heroverde Turkije tijdens de Turkse Onafhankelijkheidsoorlog Kars in 1920, en deze multi-etnische provincie werd geïncorporeerd in deze nieuwe staat bij het Verdrag van Kars. 
Russische, Griekse en Armeense minderheden werden uitgewezen en vervangen door Turken die naast autochtone Koerden en Azerbeidzjanen sindsdien de bevolking vormen.

## Bestuurlijke indeling

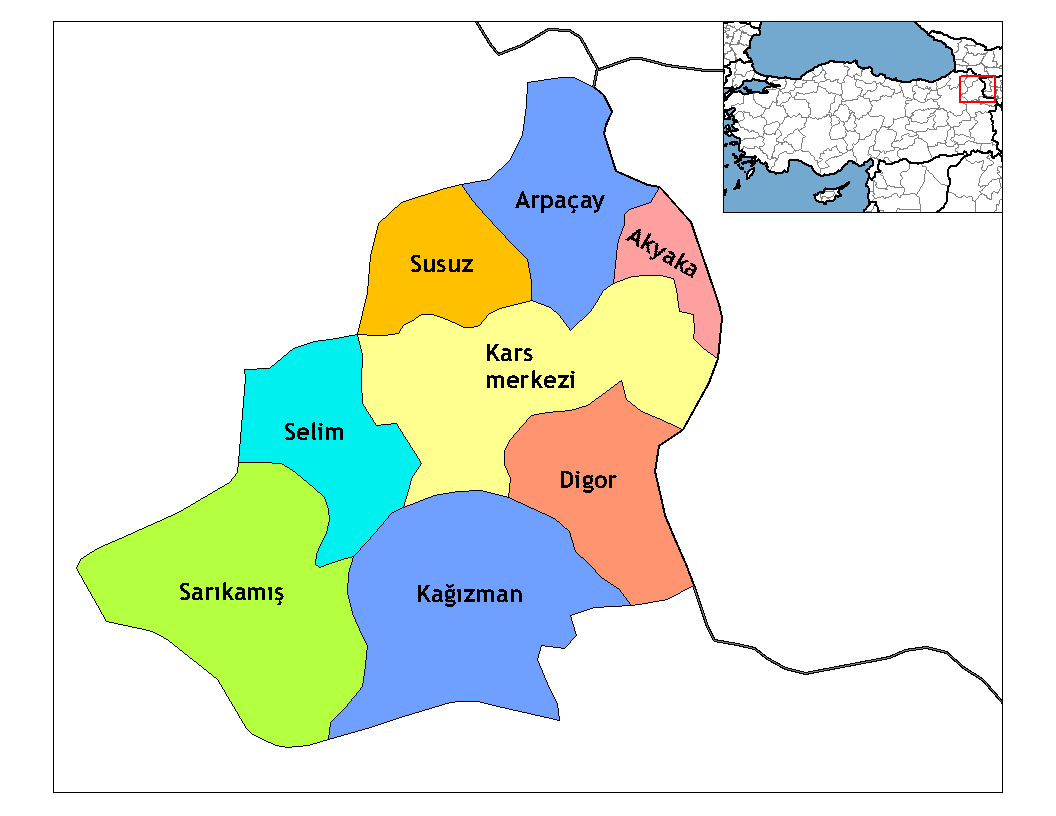
Districten van Kars

### Districten
De provincie bestaat uit de volgende acht districten:
| - Akyaka - Arpaçay - Digor - Kağızman | - Kars - Sarıkamış - Selim - Susuz |